# Пюїду
Пюїду (фр. Puidoux) — громада  в Швейцарії в кантоні Во, округ Лаво-Орон.

## Географія
Громада розташована на відстані близько 75 км на південний захід від Берна, 12 км на схід від Лозанни.
Пюїду має площу 22,9 км², з яких на 10,4% дозволяється будівництво (житлове та будівництво доріг), 62,5% використовуються в сільськогосподарських цілях, 24,3% зайнято лісами, 2,8% не є продуктивними (річки, льодовики або гори).

## Демографія
2019 року в громаді мешкало 2869 осіб (+10% порівняно з 2010 роком), іноземців було 29,8%. Густота населення становила 126 осіб/км².
За віковим діапазоном населення розподілялося таким чином: 23,5% — особи молодші 20 років, 62,9% — особи у віці 20—64 років, 13,6% — особи у віці 65 років та старші. Було 1192 помешкань (у середньому 2,4 особи в помешканні).
Із загальної кількості 2030 працюючих 166 було зайнятих в первинному секторі, 691 — в обробній промисловості, 1173 — в галузі послуг.